# Lodewijk van Saint-Pol
Lodewijk van Saint-Pol (circa 1418 - Parijs, 19 december 1475) was van 1433 tot aan zijn dood graaf van Saint-Pol en Brienne, van 1435 tot 1462 graaf iure uxoris van Marle en Soissons, van 1441 tot aan zijn dood graaf van Ligny en van 1441 tot 1444 graaf van Guise. Hij behoorde tot het huis Luxemburg.

## Levensloop
Lodewijk was de oudste zoon van graaf Peter I van Saint-Pol en Margaretha van Baux, dochter van Frans van Baux, hertog van Andria. In 1433 volgde hij zijn vader op als graaf van Saint-Pol en Brienne.
Hij werd opgevoed door zijn oom Jan II van Luxemburg-Ligny, die Lodewijk tot erfgenaam van de graafschappen Ligny en Guise benoemde. Na de dood van Jan in 1441 werden deze graafschappen echter geconfisqueerd door koning Karel VII van Frankrijk. Als resultaat zocht Lodewijk toenadering tot de Franse kroon en werd hij in zijn erfenis gerestaureerd. Het graafschap Guise werd echter geclaimd door graaf Karel IV van Maine. Uiteindelijk kwam het in 1444 tot een akkoord tussen beide partijen: Karel van Maine huwde met Lodewijks zus Isabella, die als bruidsschat het graafschap Guise ontving.
Lodewijk raakte goed bevriend met de latere koning Lodewijk XI van Frankrijk en vocht aan diens zijde in Vlaanderen en Normandië. In 1465 sloot hij zich echter bij de Ligue du Bien Public, een alliantie die tegen Lodewijk XI gericht was en geleid werd door zijn diens broer Karel van Berry. Bij de Slag bij Montlhéry, waarbij de Ligue Lodewijk XI versloeg, vocht hij mee aan de zijde van de Bourgondische hertog Karel de Stoute. In de daaropvolgende Vrede van Conflans, die het conflict beëindigde, werd Lodewijk in 1465 benoemd tot connétable van Frankrijk.
Lodewijk bleef echter deloyaal tegenover de Franse koning en voerde samenzweringen met Karel de Stoute en koning Eduard IV van Engeland. In 1474 sloot hij zich aan bij de samenzwering van Karel de Stoute en Eduard IV. De bedoeling van deze samenzwering was om Lodewijk XI te vermoorden en Frankrijk te verdelen tussen Lodewijk, Karel de Stoute en de hertogen van Bretagne, Bourbon en Nemours. De opdracht van Lodewijk was om andere magnaten in de samenzwering te betrekken.
In 1475 ondertekenden Eduard IV en Lodewijk XI het Verdrag van Picquigny, waardoor de Honderdjarige Oorlog definitief beëindigd werd. In de nasleep hiervan stuurde Lodewijk een woedende brief naar Eduard IV waarin hij hem beledigde. Als reactie verraadde Eduard IV Lodewijk bij de Franse koning. Om niet gearresteerd te worden zocht Lodewijk onderdak bij Karel de Stoute, die hem in september 1475 aan Lodewijk XI uitleverde. Hij werd opgesloten in de Bastille en door het Parlement van Parijs ter dood veroordeeld voor hoogverraad. In december 1475 werd Lodewijk onthoofd. 

## Huwelijken en nakomelingen
Op 16 juli 1435 huwde Lodewijk met Johanna van Bar (1415-1462). Door het huwelijk was Lodewijk van 1435 tot Johanna's dood in 1462 graaf van Soissons en Marle. Ze kregen zeven kinderen:
- Jan (overleden in 1476), graaf van Soissons en Marle
- Jacoba (overleden in 1511), huwde in 1455 met Filips I van Croÿ, graaf van Porcéan
- Peter II (1440-1482), graaf van Saint-Pol, Brienne, Soissons en Marle
- Helena (overleden in 1488), huwde in 1465 met graaf Jan van Genève
- Karel (1447-1509), bisschop van Laon
- Anton I (1450-1519), graaf van Ligny
- Filips, abt in Moncel

In 1466 huwde hij met zijn tweede echtgenote Maria (1448-1475), dochter van hertog Lodewijk van Savoye. Ze kregen drie kinderen:
- Lodewijk (overleden in 1503), hertog van Andria en Venosa
- Johanna, kloosterzuster in Gent
- Margaretha (overleden in 1494), abdis in Soissons

Ook had hij zeven buitenechtelijke kinderen.
- Bibliothèque nationale de France: cb12162578n (data)
- Gemeinsame Normdatei: 119002647
- International Standard Name Identifier: 0000 0000 7781 2366
- Library of Congress Control Number: no2010055585
- Système universitaire de documentation: 129113387
- Virtual International Authority File: 32797122
- WorldCat: E39PBJhmKvXCHjcB3pWJ9hWqwC